# Hockeria brevipennis
Hockeria brevipennis är en stekelart som beskrevs av Halstead 1990. Hockeria brevipennis ingår i släktet Hockeria och familjen bredlårsteklar. Inga underarter finns listade i Catalogue of Life.